# Ant, Bihor
Ant este un sat în comuna Avram Iancu din județul Bihor, Crișana, România.

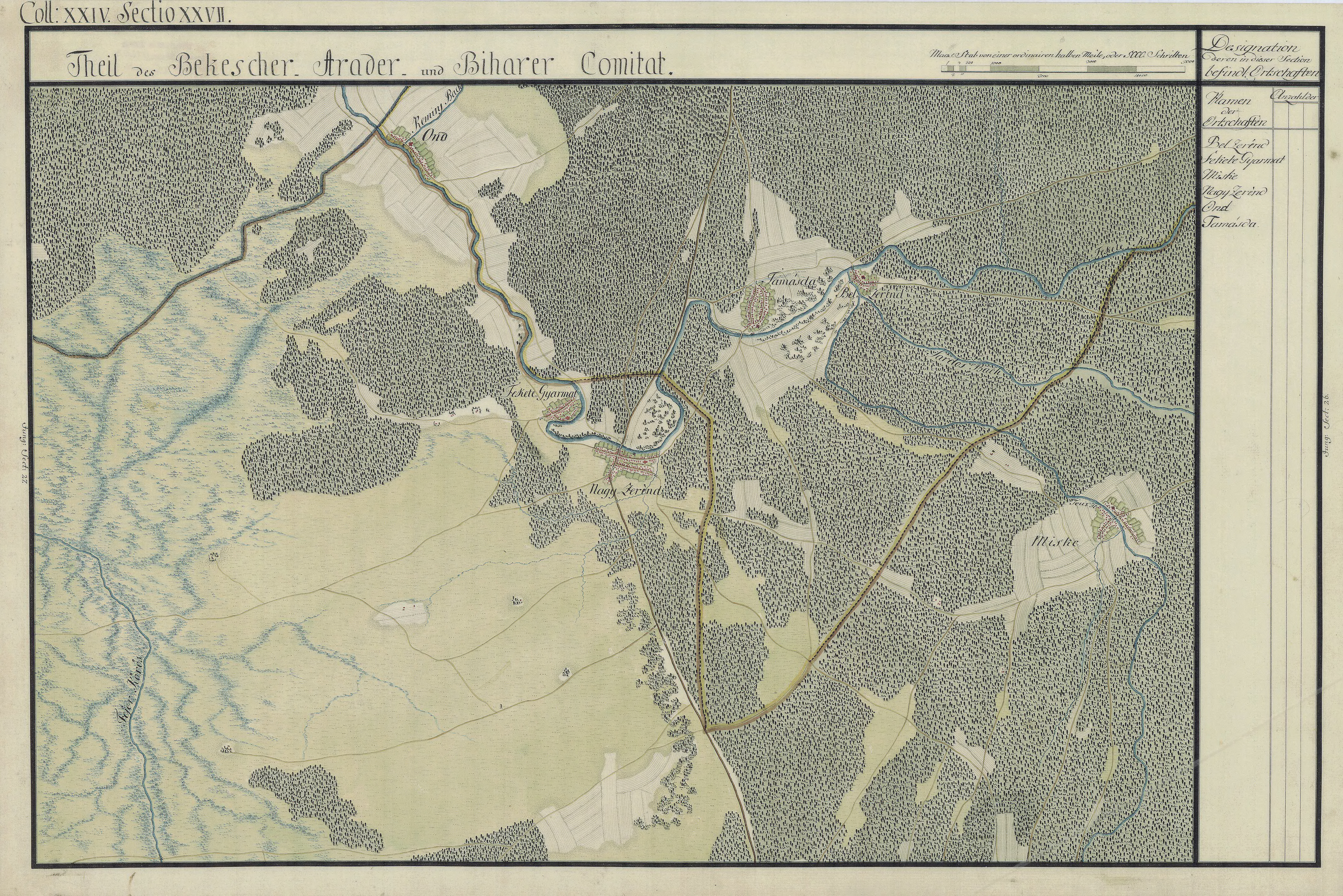
Ant în Harta Iozefină a Comitatului Arad, 1782-85